# 조이스티크
조이스티크(Joystiq)는 2004년 6월 웹블로그스의 일부분으로 설립된 비디오 게임 블로그이다. MMORPG 게임들을 주로 다루었으며, 특히 《월드 오브 워크래프트》를 다루었다.